# Sofia Essaïdi
Sofia Essaïdi (tiếng Ả Rập: صوفيا السعيدي, sinh ngày 6 tháng 8 năm 1984) là một ca sĩ và diễn viên người Pháp gốc Maroc. Cô sinh ra ở Casablanca, có cha là người Maroc và mẹ là người Pháp.

## Sự nghiệp
Từ ngày 30 tháng 8 đến ngày 13 tháng 12 năm 2003, cô tham gia chương trình Star Academy France mùa thứ ba, trở thành một người vào bán kết. Cuối cùng cô đã hoàn thành thứ hai sau Elodie Frégé. Từ ngày 12 tháng 3 đến ngày 7 tháng 8 năm 2004, cô tham gia chuyến tham quan Học viện Ngôi sao, đến Ma-rốc và Papeete, Tahiti, nơi cô tổ chức sinh nhật lần thứ 20 của mình. Cô đã phát hành album đầu tiên của mình được gọi là Mon cabaret. Sau đó, cô đóng vai chính trong vở nhạc kịch Cléopâtre, la dernière reine d'Égypte biên đạo bởi Kamel Ouali đã mở trong "le Palais des Sports " ở Paris vào ngày 29 tháng 1 năm 2009. Gần đây cô đóng vai chính trong phiên bản tiếng Pháp của Dancing with the Stars. Cô ấy là người chạy lên với đối tác của mình, Maxime Dereymez.

## Danh sách đĩa hát

### Album
| Năm  | Thông tin                                                                                                   | Vị trí biểu đồ | Vị trí biểu đồ | Vị trí biểu đồ |
| Năm  | Thông tin                                                                                                   | FR             | SWI            | BÊN            |
| ---- | --- | -------------- | -------------- | -------------- |
| 2005 | Quán rượu thứ hai - Album phòng thu - Phát hành: 22 tháng 8 năm 2005 - Định dạng: CD, tải xuống kỹ thuật số | 41             | 100            | 46             |
| 2008 | Cléopâtre, la dernière reine d'É Ai Cập - Nhạc phim - Phát hành: 25 tháng 8 năm 2008                        | 11             | 25             | 32             |

### Đĩa đơn
| Năm  | Chức vụ                                                          | Vị trí biểu đồ | Vị trí biểu đồ | Vị trí biểu đồ | Album                                   |
| Năm  | Chức vụ                                                          | FR             | SWI            | BÊN            | Album                                   |
| ---- | ---------------------------------------------------------------- | -------------- | -------------- | -------------- | --------------------------------------- |
| 2004 | " Roxanne "                                                      | 20             | 34             | 13             | Quán rượu Mon                           |
| 2005 | "Quán rượu"                                                      | -              | -              | -              | Quán rượu Mon                           |
| 2005 | "Tháng Tư" </br> (Chỉ duy nhất kỹ thuật số)                      | -              | -              | -              | Quán rượu Mon                           |
| 2008 | "Femme d'aujourd'hui" (Hài kịch âm nhạc Cléopâtre)               | số 8           | 94             | 27             | Cléopâtre, la dernière reine d'É Ai Cập |
| 2008 | "Une autre vie" (& Florian Etienne) (Hài kịch âm nhạc Cléopâtre) | -              | -              | -              | Cléopâtre, la dernière reine d'É Ai Cập |
| 2009 | "L'accord" (& Christopher Stills) (Hài kịch âm nhạc Cléopâtre)   | 7              | -              | -              | Cléopâtre, la dernière reine d'É Ai Cập |
| 2009 | "Biên après l'au-delà" (Nhạc kịch hài Cléopâtre)                 | -              | -              | -              |                                         |

### Ca sĩ khách mời
- 2004 " Et si tu n'existais pas " (với Toto Cutugno)
- 2007 " Il n'y a plus d'après " (với Tomuya)
- 2010 " If " (Là một trong những nghệ sĩ của Sưu tập Nếu có 25 Ans)
- 2010 " La voix de l'enfant " (với Natasha St Pier & Bruno Solo)

## Giải thưởng
- 2009 - Giải thưởng âm nhạc NRJ: Nhóm nhạc Pháp / Bộ đôi của năm (Cô là một trong những nghệ sĩ đóng vai chính trong vở nhạc kịch Cléopâtre)
- 2010 - Giải thưởng âm nhạc NRJ: Nữ nghệ sĩ của năm
- 2010 - Les jeunes talents de l'Année: Trên 12 tháng 2 năm 2010 cô đoạt Nữ diễn viên xuất sắc nhất tại Les Jeunes tài năng de l'Année 2009 (tài năng trẻ của năm 2009) [2]

## Đóng phim
| Năm         | Tên phim                  | Vai trò          | Đạo diễn                         | Ghi chú                  |
| ----------- | ------------------------- | ---------------- | -------------------------------- | ------------------------ |
| 2005        | Iznogoud                  | Belbeth          | Patrick Braoudé                  |                          |
| 20092012012 | Aïcha                     | Aïcha            | Yamina Benguigui                 | Phim truyền hình (4 tập) |
| 2012        | La Clinicique de l'amour! | Jennifer Gomez   | Artus de Penguern & Gábor Rassov |                          |
| 2014        | Mea Culpa                 | Myriam           | Fred Cavayé                      |                          |
| 2015        | Lên xuống                 | Leïla            | Ernesto Oña                      | Phim truyền hình         |
| 2017        | Vụ giết người ở Auvergne  | Aurélie Lefaivre | Thierry Binisti                  | Phim truyền hình         |
| 2018        | Không thể kết nối         | Leila Baktiar    | Barshe Lamotte & Frédéric Garson | Phim truyền hình (9 tập) |
| 2019        | Kepler                    | Alice Hadad      | Frédéric Schoendoerffer          | Phim truyền hình (6 tập) |

## Rạp hát
| Năm       | Tựa đề                                  | Vai trò     | Địa điểm            | Ghi chú                      |
| --------- | --------------------------------------- | ----------- | ------------------- | ---------------------------- |
| 2009-2010 | Cléopâtre, la dernière reine d'É Ai Cập | Cleopatra   | Cung Thể thao Paris | Tour quốc gia / Bỉ / Thụy Sĩ |
| 2018-2019 | Chicago                                 | Velma Kelly | Théâtre Mogador     | Sản xuất tiếng Pháp đầu tiên |